# 高等教育國際合作基金會
財團法人高等教育國際合作基金會（英文名稱：Foundation for International Cooperation in Higher Education of Taiwan），簡稱FICHET，為中華民國教育部所屬公設財團法人，由教育部及百餘所大學校院於2005年11月共同捐助成立，並於2006年1月開始運作。目前有119所大學為該基金會之永久捐贈校。

## 重點項目

### 教育者年會
美洲教育者年會（NAFSA）、歐洲教育者年會（EAIE）與亞太教育者年會（APAIE）並列全球三大教育年會，以推動高等教育國際合作為目的，為從事國際教育交流工作者提供互動平臺，其中美洲教育者年會（NAFSA）規模更為三者之最，年會活動吸引世界各地上萬名從事高等教育國際合作的學校或教育研究機構聚集並相互交流洽談合作，臺灣各大專校院參與教育者年會已行之有年，歷年主要均由高等教育國際合作基金會統籌組團前往。
- 美洲教育者年會（NAFSA）
- 歐洲教育者年會（EAIE）
- 亞太教育者年會（APAIE）

### 雙邊交流
透過強化與特定區域或國家的雙邊聯繫，拓展臺灣與海外國家的高教交流合作，促進臺灣大學校院與其他國家大學進行交換師生、雙聯學位、學術合作、專業實習與各項交流機會，提升大學校院學術國際化，高等教育國際合作基金會作為協助雙邊媒合銜接的中介橋樑，籌辦各層級雙邊高等教育論壇，建立國內外大學的對話平臺及學術合作網絡，亦曾於教育部授意與見證下代表簽署合作備忘錄。
- 亞洲
  - 中國大陸：兩岸三地圓桌會議
  - 日本：臺灣日本大學校長論壇、臺北大阪高等教育會議
  - 印度：臺灣印度大學校長論壇
- 歐洲
  - 歐洲：臺灣歐洲高等教育論壇、臺灣歐洲大學交流會
  - 比利時：臺灣比利時圓桌會議
  - 匈牙利：臺灣匈牙利圓桌會議
  - 法國：臺灣法國大學校長論壇
  - 英國：臺灣英國圓桌會議、臺灣英國高等教育論壇
  - 捷克：臺灣捷克大專院校交流會
  - 奧地利：臺灣奧地利高等教育論壇
  - 德國：臺灣德國高等教育論壇
  - 俄國：臺灣俄羅斯圓桌會議
  - 波蘭：臺灣波蘭高等教育會議
  - 立陶宛：臺灣立陶宛高等教育會議
- 美洲
  - 美國：臺灣佛羅里達州高等教育交流會議、臺灣馬里蘭州高等教育論壇、臺美國際事務主管暨資深人員交流會
  - 加拿大：臺灣加拿大高等教育論壇
- 大洋洲
  - 紐西蘭：臺灣紐西蘭高等教育論壇

### 臺灣教育中心
教育部為擴大招收外國學生來臺留學及推動對外華語文教學，於2007年公布「教育部補助國內大學境外設立臺灣教育中心要點」，委託高等教育國際合作基金會擔任臺灣教育中心計畫推動單位，並由國內大學赴海外重點國家成立「臺灣教育中心」，提供外國學生到臺灣大學校院留遊學資訊及諮詢服務，辦理招生說明會及海外教育展，同時配合政府對外華語教學政策，開設華語課程或境外專班，以及辦理華語文能力測驗（TOCFL）等。
現有臺灣教育中心列表
| 國家     | 臺灣教育中心             | 承辦單位                                   |
| -------- | ------------------------ | ------------------------------------------ |
| 日本     | 日本臺灣教育中心         | 淡江大學                                   |
| 蒙古     | 蒙古臺灣教育中心         | 銘傳大學                                   |
| 泰國     | 泰國臺灣教育中心         | 國立屏東科技大學                           |
| 菲律賓   | 菲律賓臺灣教育中心       | 國立中山大學                               |
| 印尼     | 印尼泗水臺灣教育中心     | 中亞聯合大學系統（亞洲大學、中國醫藥大學） |
| 印尼     | 印尼雅加達臺灣教育中心   | 駐印尼臺北經濟貿易代表處                   |
| 印尼     | 印尼日惹臺灣教育中心     | 駐印尼臺北經濟貿易代表處                   |
| 越南     | 越南河內臺灣教育中心     | 駐越南臺北經濟文化辦事處                   |
| 越南     | 越南胡志明市臺灣教育中心 | 駐胡志明市臺北經濟文化辦事處               |
| 馬來西亞 | 馬來西亞臺灣教育中心     | 駐馬來西亞臺北經濟文化辦事處               |
| 印度     | 印度臺灣（華語）教育中心 | 駐印度臺北經濟文化中心、國立清華大學       |

### 蹲點實習計畫(TEEP)
為爭取更多外國青年來臺，教育部自2015年起辦理「優秀外國青年來臺蹲點計畫」（Taiwan Experience Education Program，簡稱TEEP），鼓勵臺灣大專校院發展複合式學習及實習方案並提供經費補助，吸引外國學生來臺體驗高等教育、學術研發、產業環境與社會文化。實習種類多元，如英語教學、偏鄉教育、飯店管理、航太工程、資訊科技、企業顧問諮詢、醫學公衛等，不僅提升整體國際能見度，亦預期產生更多國際學術合作連結，縮短學用落差。

### 國際事務主管交流
高等教育國際合作基金會自2007年起，針對大專校院國際事務主管定期舉辦交流會議，建立國際事務經驗分享平臺，擴大高等教育國際化社群網絡，並透過各項主軸議題強化學校實務經驗，亦作為政府推動高教國際化的參考方向。歷年探討議題舉凡高教國際競爭力與創新研發、華語文與境外招生、高等教育跨國合作、技職教育現況與國際趨勢、高教國際化法規制度與環境、僑外生畢業留臺、全球實習等，吸引海內外逾百位國際事務主管或資深行政人員參與會議。

### 國際事務人員培訓計畫
為協助臺灣各大專校院培育國際事務人員專業職能，延續業務辦理經驗的傳承與交流，以助益各校高教國際化發展，高等教育國際合作基金會每年定期舉辦相關活動，強化國際事務行政人員職能。舉凡工作坊、講座研討會、培訓課程等，建立臺灣高教機構的國際化交流平臺，並與國外相關學術機構及專業人士合作，邀請分享經驗、知識、或專業訓練。

### 臺灣華語教育資源中心計畫
教育部為推動華語文政策，於2016年成立「全球華語文教育專案辦公室」，以整合相關教育資源，擴大吸引海外學生來臺學習華語，打造國際教育品牌。該辦公室於2021年更名為「臺灣華語教育資源中心」，推動教師培訓、教學系統建置、數位研發、國際行銷及產學合作等業務，並於2022年8月起由高等教育國際合作基金會執行辦理。

## 歷任首長
| 任期 | 姓名   | 就任日期  | 卸任日期  | 備註                 |
| ---- | ------ | --------- | --------- | -------------------- |
| 01   | 張家宜 | 2005年    | 2006年6月 | 淡江大學校長         |
| 02   | 李嗣涔 | 2006年7月 | 2009年6月 | 國立臺灣大學校長     |
| 03   | 張家宜 | 2009年7月 | 2012年6月 | 淡江大學校長         |
| 04   | 張家宜 | 2012年7月 | 2015年6月 | 淡江大學校長         |
| 05   | 蘇慧貞 | 2015年7月 | 2018年6月 | 國立成功大學校長     |
| 06   | 蘇慧貞 | 2018年7月 | 2021年6月 | 國立成功大學校長     |
| 07   | 蘇慧貞 | 2021年7月 | 2023年1月 | 國立成功大學校長     |
| 07   | 吳正己 | 2023年2月 | 2025年6月 | 國立臺灣師範大學校長 |
| 08   | 李蔡彥 | 2025年7月 | 2029年6月 | 國立政治大學校長     |

## 外部連結
- 財團法人高等教育國際合作基金會 （页面存档备份，存于）
- 留學台灣 （页面存档备份，存于）
- 優秀外國青年來台蹲點計畫 （页面存档备份，存于）
- 台灣研究講座 （页面存档备份，存于）
- 台灣華語教育資源中心 （页面存档备份，存于）